# 고척동
고척동(高尺洞)은 대한민국 서울특별시 구로구에 위치한 법정동이다.

## 개요
고척동의 지명유래는 이 동네의 한 자연 마을인 ‘고좌리’ 즉 ‘높은 곳에서 생긴 마을’이라는 데에서 연유되었다는 설과 경기도 부천, 안양, 강화 사람들이 서울지역 사람들과 안양천을 경계로하여 생필품 및 농산물을 교환하여 오던 곳으로 당시 계량기가 없어 측정이 곤란하자 긴 자로 재서 교환 측정하던 것을 고척(高尺)이라 칭함으로서 동명이 유래되었다는 설이 있다.
조선시대 말까지 경기도 부평군 수곡면 고척리였다. 1914년에 부천군 계남면 고척리였다가, 1941년에 부천군 소사읍 고척리로 되었다. 1963년에 서울특별시 영등포구에 편입되면서 고척동으로 바뀌었으며, 1978년 10월 10일 고척동을 고척 1동과 고척2동으로 분동하였다. 1980년에 구로구의 신설로 이에 속하게 되었다.

## 행정 구역
| 법정동 | 행정동    |
| ------ | --------- |
| 고척동 | 고척제1동 |
| 고척동 | 고척제2동 |

## 교육
- 서울고척초등학교
- 서울덕의초등학교
- 서울세곡초등학교
- 서울고산초등학교
- 서울고원초등학교
- 고척중학교
- 오류중학교
- 경인고등학교
- 고척고등학교
- 동양미래대학교

## 문화
- 고척스카이돔 : KBO 리그 키움 히어로즈의 홈구장

## 교통
- 수도권 전철 1호선 개봉역
- 서울 지하철 2호선 양천구청역

## 주거 환경
| 단지명                          | 건설사                  | 시행사                           | 주소                  | 입주        | 비고             |
| ------------------------------- | ----------------------- | -------------------------------- | --------------------- | ----------- | ---------------- |
| 고척 동아한신                   | 한신공영                | 동아건설산업                     | 구로구 중앙로6길 17   | 2000년 4월  |                  |
| 고척 숲속마을 능골 한일유앤아이 | 한일건설㈜              | 고척능골 재건축조합              | 구로구 중앙로15길 151 | 2005년 12월 | 고척 능골 재건축 |
| 고척 푸르지오 힐스테이트        | 대우건설 현대엔지니어링 | 고척4구역 주택재개발정비사업조합 |                       |             | 고척4구역 재개발 |